# Versum de Mediolano civitate
Versum de Mediolano civitate è un elogio poetico della città di Milano scritto tra il 739 ed il 744 sotto il regno longobardo di re Liutprando.
Il componimento elogia e descrive Milano in versi ritmici: è costituito da ventitré terzine alfabetiche con una invocazione religiosa finale.
Questa opera, che celebra la vastità e la solidità degli edifici cittadini, la grandezza delle chiese, la floridezza economica ed i successi dei re longobardi, fu poi il modello del successivo Versus de Verona di epoca tardo-carolingia, encomio della rivale Verona.
Il poeta, dopo avere ricordato l'antichità della città e averne dato un'immagine vista da lontano, con le torri e i campanili che svettano verso il cielo, descrive le sue pregevoli porte, l'antico foro con un bellissimo edificio, le strade intorno tutte lastricate, la basilica di San Lorenzo rivestita di marmi e d'oro. Passa poi a parlare della potenza economica di Milano, della solennità dei riti religiosi che vi vengono celebrati, del gran numero di reliquie di santi sepolti lungo le mura a guisa di baluardo difensivo. Annota che a Milano giungevano i vescovi d'Italia (chiamata poeticamente Ausonia) per i loro sinodi. In epoca longobarda Milano era dunque a capo di una circoscrizione ecclesiastica, era già una metropolia, per quanto i Longobardi non dessero molta importanza ai vescovi e soltanto con l'età franca il rapporto tra metropolita e suffraganei passò da governo collegiale a subordinazione gerarchica.